# مارشفیلد (ماساچوست)
مارشفیلد، ماساچوست
مارشفیلد(به انگلیسی: Marshfield) شهرکی در شهرستان پلیموت ایالت ماساچوست می‌باشد که در سال ۱۶۴۰ بنیان‌گذاری شده‌است. این شهرک در سرشماری سال ۲۰۱۰ میلادی، ۲۵٬۱۳۲ نفر جمعیت داشته‌است.